# 锡铁山镇
锡铁山镇是中华人民共和国青海省海西蒙古族藏族自治州大柴旦行政委员会下辖的一个镇。以辖区内的锡铁山铅锌矿闻名。
锡铁山镇建立于1993年，经济以矿业为支柱，人口也多为矿工及其家属，面积约3000平方公里，人口3431人（2000年）。

## 行政区划
锡铁山镇下辖以下村级行政区划单位：
锡铁山矿区社区。

## 交通
青藏铁路自境内穿过。
- 青藏铁路：锡铁山站
- 敦格铁路疏解线：锡铁山站（起迄站）